# Crossopriza nigrescens
Crossopriza nigrescens là một loài nhện trong họ Pholcidae. Loài này được phát hiện ở Madagascar.